# 노는브로
《노는브로》는 대한민국 E채널의 예능 프로그램이다.

## 출연자

### 시즌 1 출연자
- 박용택
- 전태풍
- 조준호
- 김형규
- 구본길
- 김요한

### 시즌 2 출연자
- 박용택
- 전태풍
- 조준호
- 백지훈
- 구본길

## 같이 보기
- 노는언니